# Спасокукотский, Николай Иванович
Никола́й Ива́нович Спасокуко́тский (22 января 1869, Кострома — 23 января 1935, Вологда) — присяжный поверенный в Череповце, адвокат, член Вологодского коллектива Северной краевой коллегии защитников.

## Происхождение
Родился в Костроме 22 января 1869 года, был вторым ребёнком в семье. Его отец, Иван Васильевич, был земским врачом, сыном сельского священника. Фамилия Спасокукоцкий произошла от одного из предков, служившего в церкви Спаса на реке Кукоть[уточнить] во Владимирской губернии. У Ивана Васильевича она писалась как Спасо-Кукотский, а у Николая Ивановича в юные годы Спасокукотский или Спасокукоцкий. Мать, Ольга Абрамовна, последняя представительница древнего рода князей Шелеспанских. Родители познакомились, когда Иван Васильевич лечил Ольгу Абрамовну. В приданое княжна получила имение Смыслово в Даниловском уезде Ярославской губернии, но жили они в Костроме. В браке родилось четверо детей. Брат Николая Ивановича, Сергей Иванович Спасокукоцкий (1870—1943), впоследствии стал известным хирургом. Кроме него были ещё старшая сестра Мария и брат Владимир (1873—?). 
Мать через 7 лет супружества, когда Николаю было 5 лет, умерла от туберкулёза. Отец женился второй раз на Стефании Ивановне и вместе с детьми переехал в Смыслово. В дальнейшем Николай регулярно приезжал сюда на каникулы и в отпуск, пока в 1917 году имение не было национализировано, а на его месте образован совхоз. В 1874 году Иван Васильевич вышел в отставку и вместе с семьёй поселился в Ярославле, где стал работать «вольнопрактикующим врачом». Проживала семья на Стрелецкой улице (ныне Ушинского, дом 12, квартира 5). Вторая жена родила Ивану Васильевичу ещё троих детей (Александр, Ольга, Наталья) и через 8 лет замужества также умерла от туберкулёза. Сам Иван Васильевич скончался в 1902 году и был похоронен в Смыслово.

## Биография
Николай с 1878 года в течение 9 лет учился в Ярославской губернской гимназии, а в 1891 году окончил юридический факультет Московского университета.
В 1892 году поступил кандидатом на судебные должности при Ярославском окружном суде, прослужив там до 1896 года. В декабре 1897 года был зачислен присяжным поверенным в округе Петербургской судебной палаты, занимаясь адвокатской практикой в Череповце. С 1905 года возглавлял череповецкий отдел Партии народной свободы. 19 марта 1906 года избран выборщиком на губернское избирательное собрание от Череповца.
В 1917 году стал комиссаром Временного правительства в Череповце. Был редактором череповецкой газеты «Свободный Север», которая выходила в период с 26 мая по 1 июля 1917 года. Работал юрисконсультом в учреждениях и кооперативных организациях.
В 1918 году оставил адвокатуру, поступив на службу в Управление по устройству Шекснинско-Беломорского водного пути в Череповце, откуда командируется юрисконсультом в Петроградскую контору этого управления. В 1920 году перешёл на службу в Северную колонизационную экспедицию с откомандированием в Вологду для обследования экономической жизни Северного края. В 1920 году поступил на службу в «Судострой», где состоял помощником производителя работ с исполнением обязанностей консультанта, а затем помощника начальника судостроительного отдела.
С марта 1922 года поступил за штатом, а с 2 апреля 1922 года утверждён консультантом при |Вологодском губернском отделе юстиции. В августе 1922 года был принят в члены Вологодской губернской коллегии защитников. Практиковал и проживал в Вологде по адресу: Советский проспект, д. 44, кв. 3.
17 декабря 1922 года сделал доклад на губернском съезде коллегии защитников на тему «Основные начала нового гражданского права». 5 января 1924 года в заседании президиума губернской коллегии защитников был избран её казначеем. Жил в Вологде во Владычной слободе, д. 9, кв. 1.
Умер 23 января 1935 года, похоронен 26 января на Богородском кладбище Вологды.

## Архив
- ЦИАМ. Ф.418.Оп.77.Д.640.
- ГАВО. Ф.101.Оп.1.Д.58.Л.88.Л.88 об.